# Veronika von Mailand

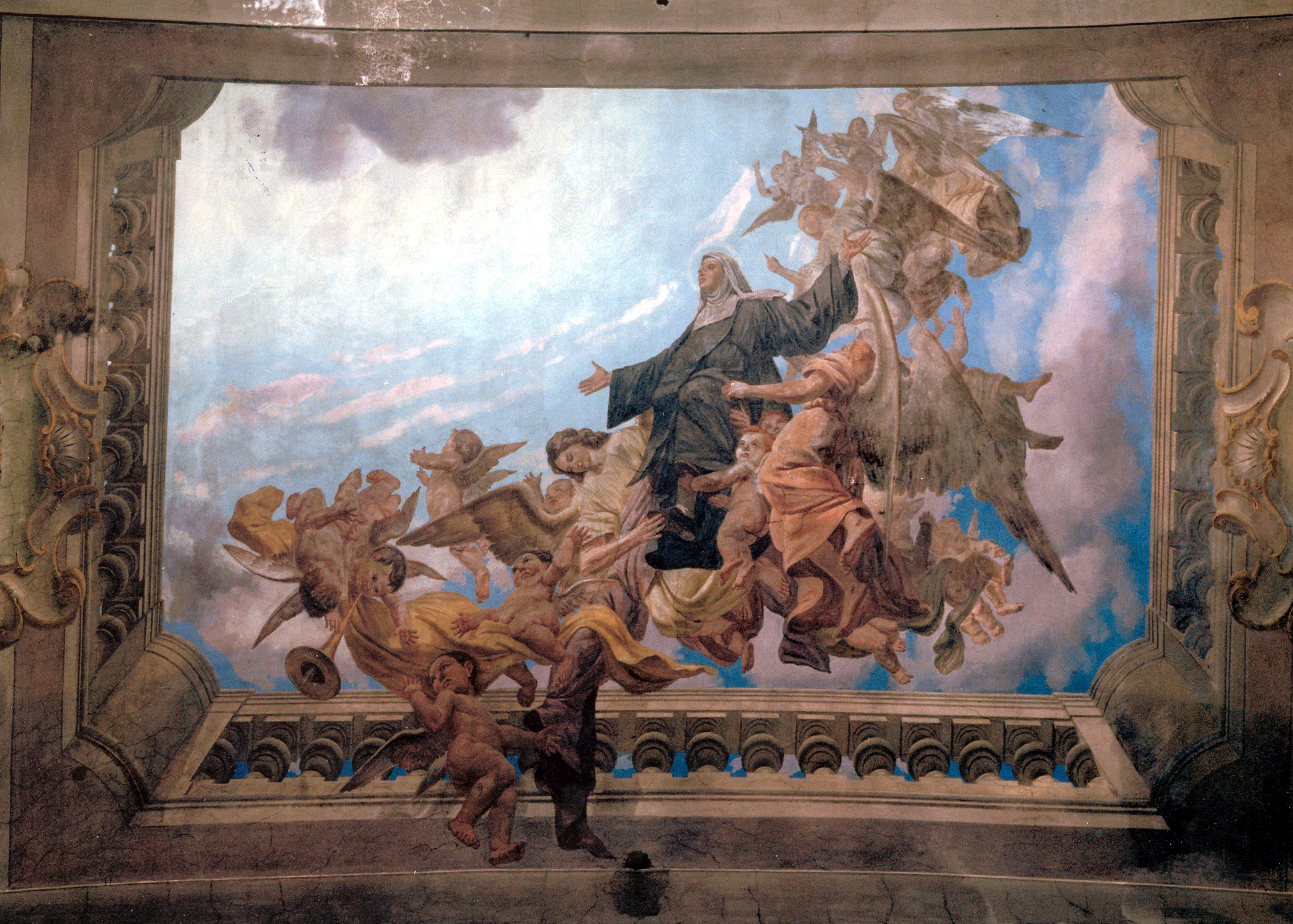
Luigi Migliavacca: Apotheose der sel. Veronica; Deckengemälde in der Pfarrkirche von Binasco

Veronika von Mailand (* um 1445 in Binasco; † 13. Januar 1497 in Mailand) war eine augustinische Laienschwester im Kloster Santa Marta in Mailand. Sie wird in der katholischen Kirche als Selige verehrt.

## Leben
Veronika wurde Mitte des 15. Jahrhunderts als Giovanna Negri in dem Dorf Binasco bei Mailand als Kind armer, gläubiger Eltern geboren. Sie erhielt keine Schulbildung. Obwohl mittellos, wurde sie nach langem Bitten 22-jährig im Kloster Santa Marta als Laienschwester aufgenommen. Dort verrichtete sie die ihr aufgetragenen Arbeiten mit großer Sorgfalt. Regelmäßig wurde sie auf Bittgänge für den Bedarf des Klosters und der Armen geschickt. Sie zeichnete sich durch religiösen Ernst, strenge Disziplin und mystische Visionen aus. Wohl veranlasst durch eine solche Vision pilgerte sie nach Rom und wurde von Papst Alexander VI. wohlwollend empfangen. Als sie starb, wurde sie vom Volk wie eine Heilige gefeiert.

## Verehrung
Papst Leo X. gestattete 1517 ihrem Heimatkloster, sie als Selige zu verehren. Clemens X. dehnte diese Erlaubnis 1672 auf die augustinische Ordensfamilie aus. Ihr Gedenktag ist der 13. Januar.